# Született kémek
A Született kémek vagy Totally Spies! – Született kémek! (eredeti cím: Totally Spies!) 2001-től vetített francia–kanadai 2D-s számítógépes animációs akciósorozat, amelyet David Michel és Vincent Chalvon-Demersay alkotott. 
A sorozat először az Amerikában mutatták be 2001. november 3-án. Franciaországban a TF1 2002. április 3-án mutatták be. Magyarországon a Fox Kids tévécsatorna vásárolta meg az első 52 epizód sugárzási jogát. A csatorna névváltása után a harmadik, negyedik és ötödik évad már a Jetix mutatta be. A hatodik évadot a Nickelodeon vetítette.
Az animációs tévéfilmsorozatot megvádolták azzal, hogy egy japán anime gyenge másolata, mivel a karakterek kísértetiesen hasonlítanak az animék szereplőire.
A gyártó, a Zodiak Kids 2023-ban jelentette be, hogy elkezdődött az új évad gyártása. A 7. évad Franciaországban 2024. május 12-én a Gulli, míg Magyarországon 2024. november 25-én a Cartoon Network mutatta be. 2025. január 3-tól a Kölyökklub is bemutatta a sorozatot.

## Ismertető
A Született kémek három Beverly Hills-i tinédzser titkosügynök, név szerint Sam, Clover és Alex kettős életét mutatja be. Az első négy évadban a Beverly Hills-i Gimnázium tanulói, az ötödik évadban pedig a Malibu Egyetemet látogatják. A kémek imádnak vásárolni ezalatt titokban nemzetközi szinten körözött bűnözők ellen harcolnak a főnöküktől, Jerrytől kapott kémkütyüik segítségével. Jerry a WOOHP, a World Organization of Human Protection (magyar fordításban az Emberi Védelem Világszervezete) titkosügynökség alapítója és vezetője, a lányok főnöke. Samnek, Clovernek és Alexnek egyensúlyt kell találnia a küldetéseik és mindennapi életük közt, fenntartva a titkos énjüket valamint kapcsolatukat a főiskolás és egyetemi fiúikkal, és mindeközben meg kell küzdeniük legnagyobb iskolai ellenfelük, Mandy mindennapos támadásaival is.
Témájában emlékeztet a 70-es évek Charlie angyalaira című televíziós sorozatra, amelyben Jerry Boyle, vagy Charlie megfelelője, bár Jerry (ellentétben Charlieval) nem fél felfedni magát kémjei előtt. A kémeket általában erőszakkal viszik be irodájába, amit a lányok maguk között WOOHPolásnak neveznek. Jerry irodájában a kémek megbeszélést tartanak a küldetésükről és alkalmanként kevésbé fontos személyes ügyeikről. A sorozat tiszteletét teszi a 60-as évek divatjának és a 80-as évek Dirty Pair animéjének. Példaképpen a kémek kémruhái és jetpackjei kísértetiesen hasonlítanak a Dirty Pair 8. epizódjában található kémruhákra és jetpackekre.

## Szereplők
Fő szócikk: A Született kémek szereplőinek listája

### Főszereplők
| Szereplő                 | Angol hang                                        | Francia hang | Magyar hang                                                                            |
| ------------------------ | ------------------------------------------------- | ------------ | -------------------------------------------------------------------------------------- |
| Samantha "Sam" Simpson   | Jennifer Hale (1–6. évad)                         | Claire Guyot | Csondor Kata (1–6. évad)                                                               |
| Samantha "Sam" Simpson   | Kira Riley (7. évadtól)                           | Claire Guyot | Csuha Borbála (7. évadtól)                                                             |
| Clover Ewing             | Andrea Baker (1–6. évad)                          | Fily Keita   | Zsigmond Tamara (1–6. évad)                                                            |
| Clover Ewing             | Ali Ryan (7. évadtól)                             | Fily Keita   | Pekár Adrienn (7. évadtól)                                                             |
| Alexandra "Alex" Vasquez | Katie Leigh (1–2. évad) Katie Griffin (3–6. évad) | Céline Mauge | Simonyi Piroska (1–5. évad) Hermann Lilla (6. évad, 1. évad 16. rész (RTL-es szinkon)) |
| Alexandra "Alex" Vasquez | Lori Felipe-Barkin (7. évadtól)                   | Céline Mauge | Lamboni Anna (7. évadtól)                                                              |

### Mellékszereplők
| Szereplő                  | Angol hang                                         | Francia hang               | Magyar hang |
| ------------------------- | -------------------------------------------------- | -------------------------- | --- |
| Jerry James Lewis         | Jess Harnell (1–2. évad) Adrian Truss (3–6. évad)  | Jean-Claude Donda          | Uri István (1–6. évad) Rosta Sándor (1. évad 16. rész (RTL-es szinkron))                                                                                         |
| Jerry James Lewis         | Gary Mack (7. évadtól)                             | Jean-Claude Donda          | Papp János (7. évad) |
| Mandy                     | Jennifer Hale (1–6. évad)                          | Céline Mauge               | Németh Kriszta (1-2. évad, 4×1-13. rész) Böhm Anita (3., 5. évad) Madarász Éva (4×14-26. rész, 6. évad) Ligeti Kovács Judit (1. évad 16. rész (RTL-es szinkron)) |
| Mandy                     | Sarah Naughton (7. évadtól)                        | Céline Mauge               | Tamási Nikolett (7. évadtól) |
| G.L.A.D.I.S.              | Stevie Vallance                                    | Laura Préjean              | Zsolnai Júlia |
| Zerlina Lewis             | Alana Barrett-Atkins                               | Déborah Claude             | Nádasi Veronika |
| Toby                      | Arjun Biju                                         | Gauthier Battoue           | Pál Dániel Máté |
| Glitterstar (Csillámfény) | Jody Doo                                           | Geneviève Battoue          | Magyar Viktória |
| Rose Pink                 | Alyssa Poon                                        |                            | Kardos Eszter |
| Cyberchac                 | Kira Riley                                         |                            | Tamási Nikolett (7x04) |
| Flambe                    | James Brown Jr.                                    |                            | Bognár Tamás |
| Bjorn the Beast           | Gary Mack                                          |                            | Czető Roland |
| Jacques Montague          | Gary Mack                                          | Max Baissette de Malglaive | |
| Arnold Jackson            | Dee Bradley Baker (1. hang) Joshua Seth (2. hang)  | ?                          | Bartucz Attila (1-3. évad) Hamvas Dániel (3. évad) Pipó László (4×1. rész) Molnár Levente (4. évad) Joó Gábor (5. évad)                                          |
| Blaine                    | Daniel DeSantos                                    | ?                          | Posta Victor (5. évad) |
| Blaine                    | Daniel DeSantos                                    | ?                          | Kováts Dániel (6. évad) |
| Blaine                    | Gary Mack (7. évadtól)                             | ?                          | Czető Ádám (7x10) Baráth István (7x14) |
| Britney Akiwara           | Lindsay Ridgeway (1-6. évad) Jody Doo (7. évadtól) | ?                          | Roatis Andrea (2. évad, 5×11-13. rész) |
| Britney Akiwara           | Lindsay Ridgeway (1-6. évad) Jody Doo (7. évadtól) | ?                          | Törtei Tünde (3. évad) |
| Britney Akiwara           | Lindsay Ridgeway (1-6. évad) Jody Doo (7. évadtól) | ?                          | Mezei Kitty (5×26. rész) |
| David                     | Darryl Kurylo                                      | ?                          | Dányi Krisztián |
| Dean                      | Greg Cipes                                         | ?                          | Markovics Tamás (3–4. évad) |
| Dean                      | Greg Cipes                                         | ?                          | Pálmai Szabolcs (5. évad) |
| Dominique                 | Andrea Baker (1-6. évad) Alyssa Poon (7. évad)     | Laura Préjean              | Dögei Éva |
| Mindy                     | Katie Griffin                                      | ?                          | Biró Anikó |
| Mrs. Lewis                | Kath Soucie                                        | ?                          | Koffler Gizella (2. évad) |
| Mrs. Lewis                | Kath Soucie                                        | ?                          | Kassai Ilona (6. évad) |
| Trent                     | Scott Beaudin                                      | ?                          | Szalay Csongor |
| Boogie Gus                | Joseph Motiki                                      | ?                          | Szokol Péter |
| Candy Sweet               | Amanda Anka                                        | ?                          | Juhász Judit |
| Diminutive Smalls         | Rob Paulsen                                        | ?                          | Szokol Péter (1. évad) |
| Diminutive Smalls         | Rob Paulsen                                        | ?                          | Háda János (4. évad) |
| Dr. Gelee                 | Simon Templeman                                    | ?                          | Fazekas István (1. évad) |
| Dr. Gelee                 | Simon Templeman                                    | ?                          | Megyeri János (2. évad) |
| Geraldine Husk            | Kathy Laskey                                       | ?                          | Ősi Ildikó (2. évad) |
| Geraldine Husk            | Kathy Laskey                                       | ?                          | Madarász Éva (4. évad) |
| Nagyi                     | Mary Long                                          | ?                          | Némedi Mari (5. évad) |
| Nagyi                     | Mary Long                                          | ?                          | Halász Aranka (6. évad) |
| Hayes kapitány            | Ian James Corlett                                  | ?                          | Háda János (3. évad) |
| Hayes kapitány            | Ian James Corlett                                  | ?                          | Juhász Zoltán (5. évad) |
| Hayes kapitány            | Ian James Corlett                                  | ?                          | Kossuth Gábor (6. évad) |
| Helga Von Guggen          | Adrienne Barbeau                                   | ?                          | Zsolnai Júlia (1. évad) |
| Helga Von Guggen          | Adrienne Barbeau                                   | ?                          | Bókai Mária (2. évad) |
| Marco Lumière             | Dee Bradley Baker                                  | ?                          | Breyer Zoltán (1. évad) |
| Marco Lumière             | Dee Bradley Baker                                  | ?                          | Háda János (2. évad) |
| Marco Lumière             | Dee Bradley Baker                                  | ?                          | Beratin Gábor (4. évad) |
| Marco Lumière             | James Brown Jr. (7. évadtól)                       | ?                          | Rada Bálint (7. évad) |
| Myrna Beesbottom          | Judy Marshak                                       | ?                          | Illyés Mari (3. évad) Menszátor Magdolna |
| Sebastian Saga            | Jim Ward                                           | ?                          | Németh Gábor (1. évad) |
| Sebastian Saga            | Jim Ward                                           | ?                          | Seder Gábor (2. évad) |
| Terence Lewis             | Gary Krawford                                      | ?                          | Beregi Péter (3. évad) |
| Terence Lewis             | Gary Krawford                                      | ?                          | Szokolay Ottó (4. évad) |
| Tim Scam                  | Michael Gough (1–2. évad)                          | ?                          | Kőszegi Ákos (1. évad) |
| Tim Scam                  | Michael Gough (1–2. évad)                          | ?                          | Megyeri János (2. évad) |
| Tim Scam                  | Robert Tinkler (3–4. évad)                         | ?                          | Tóth Roland (3. évad) |
| Tim Scam                  | Robert Tinkler (3–4. évad)                         | ?                          | Papp Dániel (4. évad) |
| Violet Vanderfleet        | Linda Ballantyne                                   | ?                          | Nyírő Beáta (4. évad) Nemes Takách Kata (6. évad) |
| Willard                   | Billy West (2. évad) Jamie Watson (3. évad)        | ?                          | Végh Ferenc |

| További szereplők | További szereplők | További szereplők |
| --- | ----------------- | ----------------- |
| Andresz Kati, Árkosi Katalin, Balázsi Gyula, Bácskai János, Baráth István, Berkes Bence, Bodrogi Attila, Bognár Tamás, Bolla Róbert, Borbély László, Czető Ádám, Czető Roland, Csere Ágnes, Csőre Gábor, Csuha Lajos, Dobránszky Zoltán, Előd Álmos, Előd Botond, F. Nagy Zoltán, Gacsal Ádám, Fekete Zoltán, Garai Róbert, Grúber Zita, Haás Vander Péter, Hegedűs Johanna, Hegedűs Miklós, Hirling Judit, Holl Nándor, Imre István, Izsóf Vilmos, Kajtár Róbert, Kapácsy Miklós, Kassai Károly, Katona Zoltán, Kisfalusi Lehel, Kiss Erika, Kiss Virág, Kocsis Mariann, Koncz Gábor, Kökényessy Ági, Láng Balázs, Magyar Bálint, Minárovits Péter, Molnár Ilona, Moser Károly, Murányi Tünde, Náray Erika, Oláh Orsolya, Orosz Anna, Pálfai Péter, Peller Anna, Rosta Sándor, Rudas István, Sági Tímea, Seszták Szabolcs, Sinkovits-Vitay András, Sótonyi Gábor, Stukovszky Tamás, Szabó Gertrúd, Szinovál Gyula, Szűcs Sándor, Ullmann Zsuzsa, Varga Rókus, Varga Tamás, Vári Attila, Vass Gábor, Várkonyi András, Wohlmuth István, Zakariás Éva, Zsurzs Kati |                   |                   |

## Kütyük
A lányok minden küldetésük előtt a WOOHP főhadiszálláson számos kütyüt kapnak Jerrytől (a 3. és 4. évadban G.L.A.D.I.S.-től). Azokon a küldetéseken, amelyekkel nem a WOOHP bízza meg őket, az otthon tartott régi kütyüiket használják. A kütyük nevei gyakran betűszók, amelyek összeolvasva gúnyos és nevetséges szavakat adnak ki. A legfontosabb és a legtöbbször használt kütyük a kémruhák, a kompúderek és jetpackek. Ezek csaknem az összes részben szerepelnek. A legtöbb kütyü színe rózsaszín, amit 3. évadban a lila vált fel.
Jerry is használ kütyüket, de mivel ő férfi és sokkal idősebb a lányoknál, ezért nem a kémek által használt felszerelést alkalmazza. Ezek általában mindennapi használati tárgyaknak vannak álcázva és a színük legtöbbször szürke.
- A kompúder a kémek által használt, beépített make-up készlettel rendelkező kommunikációs eszköz. A 3. évad változásaival és fejlesztéseivel együtt a kompúder is több változást szenvedett el; a színét lilára, a nevét x-púder-re változtatták. Új képességei között szerepelt a lányok és a járművek külsejének megváltoztatása, valamint az, hogy a kémek beszélgetés közben nem egymás képét, hanem hologramját láthatták. Alkalmas lett videók és zene lejátszására és átvette a személyhívó és a mobiltelefon szerepét is.
- G.L.A.D.I.S. (a Gadget Lending And Distribution Interactive System rövidítése), magyar fordításban Felszerelés Biztosító és Fejlesztő Interaktív Rendszer, Jerry mesterséges intelligenciájú segédje, amely a 3. és 4. évadban van jelen a sorozatban. A WOOHP főhadiszállásába van beépítve. Jerry alkotta egy elképesztően intelligens bűnöző idegrendszeréből kiiktatva a gonosz hajlamokat. Úgy tűnik, mintha saját személyiséggel rendelkezne.
- A kémruhákat akkor használják a lányok, amikor nincs szükségük álruhára. Minden kémnek más színű; Clovernek piros, Samnek zöld, Alexnek sárga, Britneynek kék, Alex édesanyjának sötétkék, Clover édesanyjának rózsaszín, Sam édesanyjának türkizzöld, Jerry édesanyjának fukszia, Mandynek lila, valamint a kémek elődeinek bordó, levendula és kékes lila.
- Szélcsatorna 9000 lézertornádó hajszárító
- Lézer ajakrúzs
- N.É.Gy. (Nagyon Édes Gyűrűkamera)
- Lézer Körömreszelő
- Jégkirálynő Parfüm
- Csípős Rágó
- A hátizsákok repülésre szolgálnak.
- A lányok nagyon sok járművet is használnak, például autót, motorcsónakot, repülőt, esetleg űrhajót is
- Hálóvető Szempillaspirál
- Mozgás Riasztó Ceruza
- Termó 6000 Mozgásérzékelő Napszemüveg
- Kiszáradásgátló Kapszula
- Csizma
- Infraérzékeny Fülhallgató
- Ragacs Golyók
- Biomasszírozó 5000
- Multifunkciós Karperec
- Hologramkivetítő Gyűrű
- Rakéta-hátizsákok
- Szélcsatorna 3000 Turbó Hajszárító
- Púderes Doboz
- Bungee övek (kígyóbőrből)
- Bungee övek
- Ajaktény (ajakfény tényleges nyomkövetőkkel)

## Epizódok
A Született kémek 156, egyenként 22 perces epizódból áll. A rajzfilm hat sorozatból áll.

## Fogadtatás
A sorozatot világszerte pozitívan fogadták, a sugárzási jogát több mint 100 országban vásárolták meg. A Született kémeket a brit Channel 4 csatorna a legjobb animációs filmnek választotta. A francia TF1, az olasz Italia Uno, a holland Fox Kids, a brazil TV Globo és az amerikai Cartoon Network csatornákon a legnézettebb műsorok közt szerepel, a brit Fox Kidsen a lehető legjobb értékelést kapta. 2004-ben a Cartoon Network nézői a második legjobb rajzfilmsorozatnak választották. A legmeglepőbb talán az, hogy a sorozat nemcsak a lányok, de a fiúk körében is igen népszerű. David Michel, a Született kémek egyik alkotója szerint a nézők 50%-a fiú, annak ellenére, hogy a számításaik alapján a sorozat csak nagyon kis népszerűségnek örvendett volna a fiúk körében. Néhány országban Totally Spies! figurák, DVD-k, újságok, könyvek, számítógépes játékok és ruhák is megjelentek. Egy időben a McDonald’s happy mealjében is szerepeltek kémfigurák.

## Vetítések
- Amerikai Egyesült Államok: ABC, Cartoon Network
- Ausztrália és Új-Zéland: Channel Ten, Nicktoons
- Brazília: Jetix, TV Globo
- Bulgária: Kanal 1, Jetix
- Csehország: Jetix
- Dél-afrikai Köztársaság: Jetix
- Egyesült Királyság: ITV1, Jetix
- Egyiptom: ART Teenz
- Franciaország: TF1, Jetix, Gulli
- Fülöp-szigetek: ABS-CBN, Disney Channel (Asia)
- Hollandia: Jetix, Disney Channel
- Hongkong: Disney Channel (Asia), TVB
- Izrael: HOT VOD, Jetix, Disney Channel
- Írország: RTÉ Two
- Kanada: Teletoon, Télétoon
- Lengyelország: Jetix
- Magyarország: Fox Kids, Jetix, Disney Channel, TV2, M2, Nickelodeon, Cartoon Network, Kölyökklub
- Malajzia: TV3, Disney Channel (Asia)
- Mexikó: Televisa, TV Azteca
- Németország: Super RTL (csak az UNDERCOVER), Jetix, Disney Channel
- Oroszország: Jetix, Disney Channel, Gulli Girl
- Portugália: RTP2
- Szingapúr: Disney Channel (Asia), Kids Central
- Szlovákia: Jetix